# Aso (vulkaan)

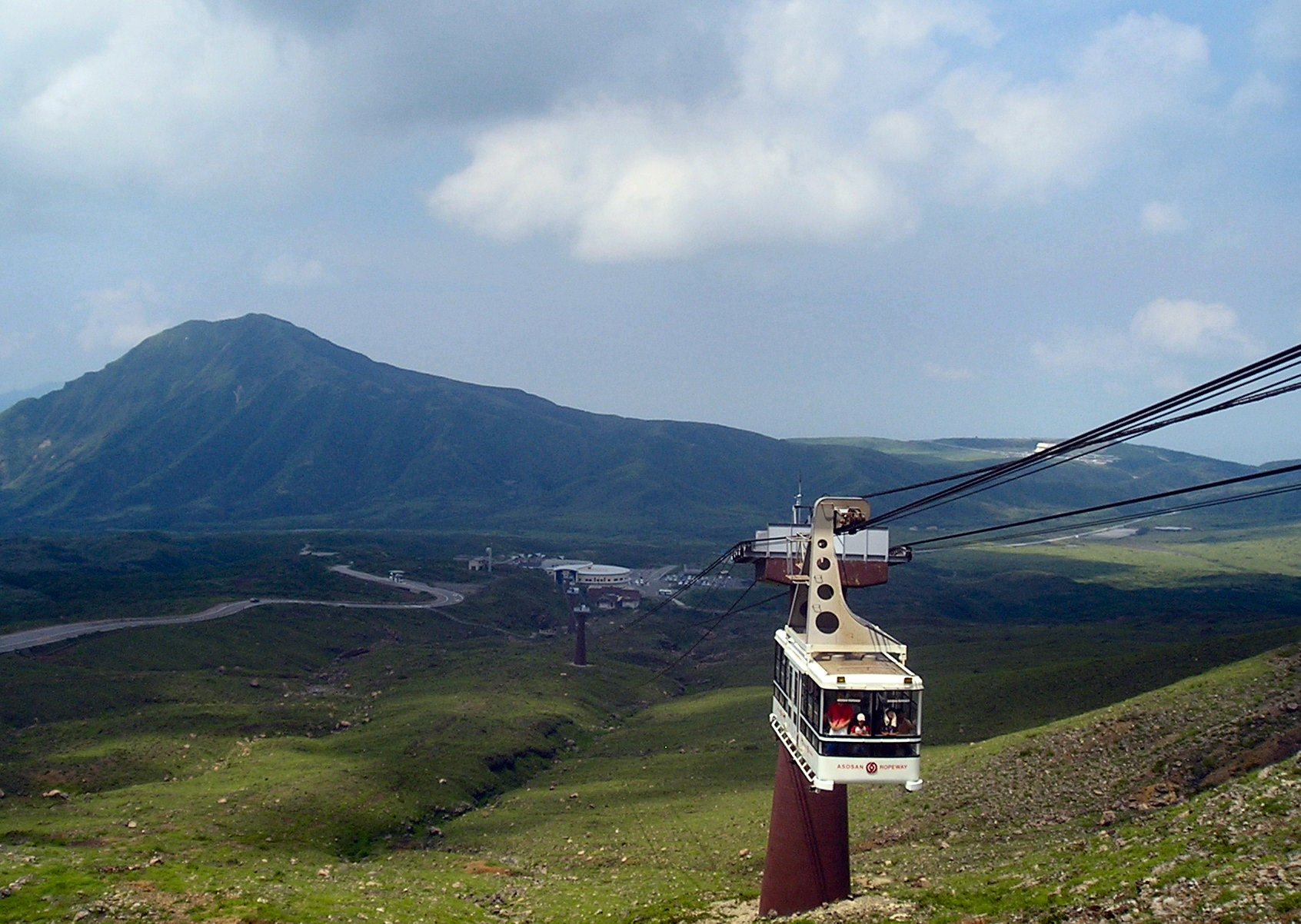
Aso-san kabelbaan

De Aso (阿蘇山, Aso-san) is de grootste actieve vulkaan in Japan en behoort ook tot de grootste ter wereld. De vulkaan ligt in de prefectuur Kumamoto  op het eiland Kyūshū. De top ligt op 1592 meter boven zeeniveau. Aso heeft een van de grootste caldera's ter wereld (25 km in noord-zuid richting en 18 km in oost-west richting). De caldera heeft een omtrek van ongeveer 120 kilometer, bronnen verschillen wel over het exacte cijfer.

## Geologie
De centrale kegelgroep van Aso bestaat uit vijf toppen: Neko-dake, Taka-dake, Naka-dake, Eboshi-dake en Kishima-dake. De hoogste top is die van Taka-dake op 1592 m boven zeeniveau. De krater van de Naka-dake, de westzijde is via de weg bereikbaar, bestaat uit een actieve vulkaan welk constant rook uitspuwt en soms zelfs uitbarst. Alleen de meest noordelijke krater, de eerste, is de afgelopen 70 jaar actief geweest. Te weten in de jaren 1974, 1979, 1984-1985 en 1989-1991. In oktober 2016 werd de vulkaan weer actief. Tot een hoogte van 11 kilometer in de atmosfeer werd as gesignaleerd en as daalde terug op aarde zo'n 320 kilometer verder weg. Diverse boeren tot 8 kilometer afstand meldde schade aan de broeikassen door vallende stenen.
De huidige Aso-caldera is het resultaat van vier grote caldera-uitbarstingen gedurende een periode tussen de 90.000 en 300.000 jaar geleden. In de caldera, een van de grootste ter wereld, liggen de stad Aso en de gemeenten Takamori en Minamiaso.
De somma die de caldera insluit reikt in oost-west richting ongeveer 18 km en in noord-zuid richting ongeveer 25 km. Uitkijkpunten waar vanaf de somma in de caldera gekeken kan worden, zijn op lava geplaatst van voor de vulkanische activiteiten die de huidige caldera hebben gevormd.
Ejecta van de reusachtige caldera-uitbarsting van 90.000 jaar geleden bedekt meer dan 600 km³ en evenaart grofweg het volume van de Fuji; men veronderstelt dat het pyroclastische stroomplateau de helft van Kyūshū bedekt.

## Geschiedenis
De uitbarsting die de huidige somma heeft gevormd, heeft ongeveer 300.000 jaar geleden plaatsgevonden. Vier grote uitbarstingen (Aso 1-4) vonden plaats gedurende de periode van 300.000 tot 90.000 jaar geleden. Terwijl grote hoeveelheden pyroclastisch materiaal en vulkanisch as uit de magmakamer gestoten werden, ontstond er een grote depressie (de caldera) omdat het plafond van de kamer instortte. De vierde uitbarsting (Aso 4) was de grootste, het vulkanisch as bedekte de hele regio Kyūshū en kwam ook nog in het prefectuur Yamaguchi terecht. 
Neko-dake, Taka-dake, Naka-dake, Eboshi-dake en Kishima-dake zijn kegels die ontstaan zijn na de vierde grote caldera-uitbarsting, die hierboven vermeld wordt. De Naka-dake is tot op de dag van vandaag actief. Vermoed wordt dat Neko-dake ouder is dan de vierde grote caldera-uitbarsting.
De pyroclastische stroom van de Aso heeft samengesmolten tuf achtergelaten, deze werd gebruikt voor het bouwen van bruggen in de regio. Er zijn vermoedelijk 320 boogbruggen in de prefectuur Kumamoto, inclusief de bruggen Tsujunkyo en Reidaikyo op de rivier Midorigawa (緑川). Beide bruggen zijn erkend als nationaal erfgoed van Japan.

## Kabelbaan
In 1958 werd een kabelbaan aangelegd voor het vervoer van toeristen. De kabelbaan brengt passagiers in vier minuten naar de rand van de Naka-dake krater, een afstand van 858 meter.
Tijdens een aardbeving op 14 april 2016 is bovengenoemde kabelbaan volledig ingestort. De kabelbaan is onbruikbaar en zou opnieuw opgebouwd moeten worden. De lokale uitbaters twijfelen echter of dat dat ooit zal gebeuren, omdat de kans een nieuwe aardbeving reëel is.